# Lee Loughnane
Lee Loughnane (21 de octubre de 1946, Elmwood Park, Illinois) es un trompetista, fliscornista, compositor y cantante estadounidense de jazz rock y soft rock, conocido sobre todo por haber sido miembro de la banda Chicago.

## Trayectoria
Estudiante en la DePaul University, conoció a Danny Seraphine y Walter Parazaider, quienes le animaron a unirse a la banda de rock que ambos habían formado, llamada "The Big Thing". A raíz de una jam session en la universidad (febrero de 1967), en la que también participó el trombonista James Pankow, se incorporó al grupo, que sería el núcleo de Chicago. Permanecerá con ellos hasta la actualidad.
Además de tocar con Chicago, Loughnane ha participado, bien formado sección de viento junto a Parazaider y Pankow, bien sólo, en discos de Three Dog Night, Bee Gees, The Manhattans, la banda sonora de la película Electra Glide in Blue (de James William Guercio), Terry Kath, David Foster, USA for Africa, Joe Vitale, Leon Russell y otros artistas.